# Crush (албум на 2NE1)
Тази статия се отнася за албум на 2NE1.За албума на Бон Джоуви вижте Crush (албум).
Crush е вторият корейски и японски студиен албум на популярната група 2NE1.Продуценти на албума са Теди Пак и Стони Стънк, а в писането на текста участват лидера на 2NE1 Си Ел, Джи-Драгън и Чой Пил-канг.Албума е смесица от поп, денс и Ритъм енд блус.
Към 2014 г. албума чупи рекорда за най-продавания кей поп албум в категория Billboard 200 класирайки се на 61 позиция.

## Издаване и реализиране на видеоклиповете

### Корейска версия
„Crush“ официално излиза на 27 февруари 2014, ден след рождения ден на Си Ел.Видеата на двете версии на „Come Back Home“ са планирани да излязат на 28 същият месец, но поради технически проблеми излизат на 2 март, също както и видеото към „Happy“.Всички песни в албума са записвани в периода 2012 – 2014 и са продуцирани от Теди Пак, който пише повечето песни на групата от дебюта им през 2009 г.С изключение на „Scream“ песните не са били реализирани преди излизането на албума. През 2012 групата издава „Scream“ на японски език.

### Японска версия
Японската версия на албума излиза на 25 юни 2014 и вкюлчва почти всички песни от корейската версия плюс „I Love You“ и „Falling in Love“, които по-рано за издадени като сингли. Клипа към заглавата песен „Crush“ също излиза на 25 юни.
Албума излиза с няколко типа „A“, „B“, „C“ и „D“като само тип „А“ се издава и на корейски език. „B“ и „D“ са лимитирана японска версия на албума като „B“ съдържа DVD, а „D“ съдържа кадри от фен среща през 2013 г.

## Списък с песните

### Корейско издание
1. „Crush“ – 3:14
2. „Comeback home“ – 3:50
3. „Gotta be you“ (너 아님 안돼, Neo Anim Andwae) – 3:52
4. „If I were you“ (살아 봤으면 해, Sara Bwasseumyeon Hae) – 3:30
5. „Good to you“ (착한 여자, Chakhan Yeoja) – 3:41
6. „MTBD (солова песен на Си Ел)“ (멘붕, Menbung) – 3:16
7. „Happy“ – 3:37
8. „Scream“ (корейска версия) – 3:40
9. „Baby I Miss You“ – 3:12
10. „Comeback home“ (бавна версия) – 3:14

### Японско издание

#### Оригинално издание
1. „Crush“ – 3:14
2. „Comeback home“ – 3:49
3. „Gotta be you“ – 3:51
4. „Do You Love Me“ – 3:35
5. „Happy“ – 3:37
6. „Falling in Love“ – 3:46
7. „I Love You“ – 3:57
8. „If I were you“ – 3:30
9. „Missing You“ – 3:39
10. „Comeback home“ (бавна версия) – 3:14

### Type A (Диск 2: Корейско издание)
1. „Crush“ – 3:14
2. „Come Back Home“ – 3:50
3. „Gotta Be You“ (너 아님 안돼, Neo Anim Andwae) – 3:52
4. „If I Were You“ (살아 봤으면 해, Sara Bwasseumyeon Hae) – 3:30
5. „Good to You“ (착한 여자, Chakhan Yeoja) – 3:41
6. „MTBD (корейска версия)“ (멘붕, Menbung) -3:16
7. „Happy“ – 3:37
8. „Scream“ (корейска версия) – 3:40
9. „Baby I Miss You“ – 3:12
10. „Come Back Home“ (бавна версия) – 3:14

### Type A и Type B (DVD: Японски видеоклипове)
1. Crush (видеоклип)
2. Come Back Home (видеоклип)
3. Gotta Be You (видеоклип)
4. Happy (видеоклип)
5. Missing You (видеоклип)
6. Do You Love Me (видеоклип)
7. Falling in Love (видеоклип)
8. I Love You (видеоклип)
9. Making of Crush

### Type D (DVD: Фен клуб лимитирано издание)
1. 2NE1 1st FANCLUB EVENT 2013 ～DO YOU LOVE ME～ (само за продажба на Blackjack Nolza Shop)

## Класиране

### Южна Корея

#### Gaon
| класация             | позиция |
| -------------------- | ------- |
| Weekly Albums Chart  | 2       |
| Monthly Albums Chart | 4       |

### САЩ

#### Billboard
| класация           | позиция |
| ------------------ | ------- |
| World Albums       | 2       |
| Independent Albums | 9       |
| Billboard 200      | 61      |

### Япония

#### Орикон
| класация            | позиция |
| ------------------- | ------- |
| Daily Albums Chart  | 2       |
| Weekly Albums Chart | 4       |

## Продажби
| Заглавие                      | Брой продадени копия |
| ----------------------------- | -------------------- |
| Comeback home                 | 1,30 милиона копия   |
| Gotta Be You                  | 1 милион копия       |
| If I were you                 | 724 хиляди копия     |
| MTBD                          | 548 хиляди копия     |
| Crush                         | 468 хиляди копия     |
| Happy                         | 340 хиляди копия     |
| Good to You                   | 324 хиляди копия     |
| Scream                        | 306 хиляди копия     |
| Baby I Miss You               | 263 хиляди копия     |
| Come Back Home (бавна версия) | 156 хиляди копия     |